# ウィキペディアにおける死神

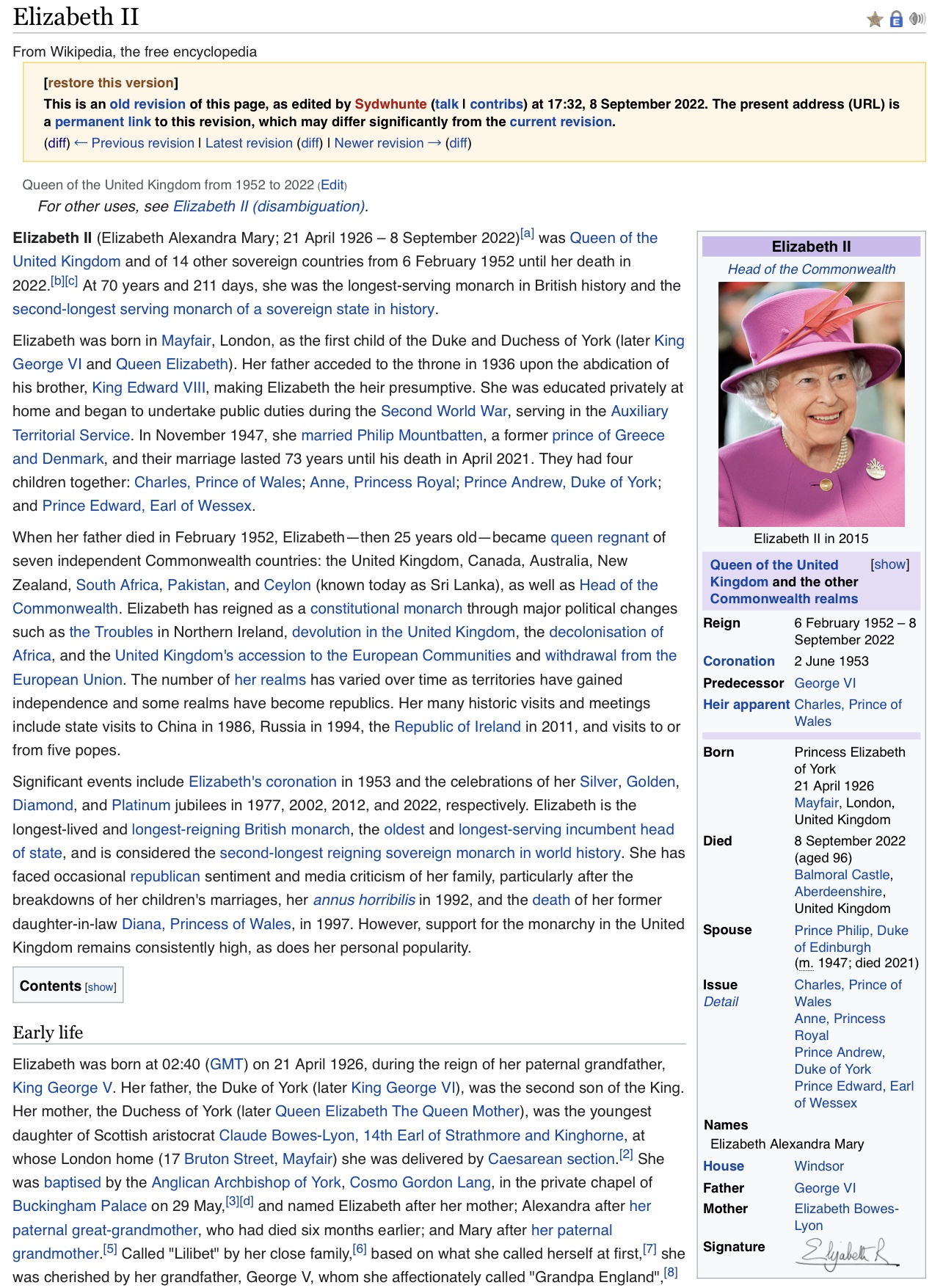
エリザベス2世の死を英語版Wikipediaの記事に最初に反映させたのは利用者:Sydwhunte

著名人の死が報じられると即座にウィキペディアにあるその人物の記事を更新する利用者は死神と言われる。実際、オンライン百科事典であるウィキペディアの編集者（もっぱらボランティアである）は、著名人の死をうけて即座に記事を更新する傾向にあるといわれている。Webデベロッパーでありウィキペディアンでもあるヘイ・クラネン（Hay Kranen）は、そのような編集者を指して「デッドエディター」(deaditor)という言葉まで生みだした。ある人物に関するウィキペディアの記事は、その対象となっている人物が亡くなるとアクセス数が急増する傾向にある。たとえば、ファッションデザイナーのケイト・スペードの英語版の記事は彼女が2018年に亡くなる直前の48時間にはおそよ2,000アクセスだったが、彼女が亡くなった直後の48時間では約340万アクセスに達した。
ウィキペディアにおける著名人の記事が、その死後すぐに更新された例としてメディアで言及された人物としてはマイケル・ジャクソン、エリザベス2世、ヘンリー・キッシンジャーなどがいる。
2009年1月、ロバート・バードやエドワード・ケネディが死亡したと誤って英語版ウィキペディアの記事に記述されたことをうけて、ウィキペディアの共同設立者ジミー・ウェールズはFlagged Revisionsという仕組みを提案したこともある。これは「保護」という記事の編集が一部の編集者のみに許可されている状態におかれたページにおいては、ベテラン編集者による承認を受けなければ更新内容が読者に閲覧可能な状態にならない、という仕組みである。この英語版ウィキペディアにおける「公開の保留」という仕組みは2010年に導入されたものの2021年の段階では人物記事（伝記）において広く利用されているとはいいがたく、積極的に仕組みとして保守されているわけでもない。
ウィキペディアにおいては、死亡しただけではなく病で危篤の場合でも、その進行について逐次記述される場合がある。